# Виандот (порода кур)
Виандот (англ. Wyandotte) — декоративная порода кур, названная в честь одноимённого индейского племени. Создана во второй половине XIX века  в США, в 1883 году был принят стандарт на первую разновидность — серебристый виандот.

## Особенности породы
Виандоты очень выносливая птица (к известным представителям данной породы относится «цыплёнок Майк»), легко переносят холодные помещения. Имеют множество вариаций окраски оперения. Молодки начинают яйцекладку в 6-7 месяцев. Эти куры хорошо насиживают и выводят цыплят. Цыплята быстро растут и оперяются.

## Продуктивность
Петухи весят 3,4—3,8 кг, куры 2,5—3,0 кг. Яйценоскость у молодок 180, у переярых кур 150 яиц в год. Минимальная масса инкубационного яйца 53 граммов.

## Карликовый виандот
Карликовые виандоты
Происхождение. Англия, Германия.
Цель разведения: По типу, форме и рисунку представляют уменьшенную копию больших виандотов и выглядят очень привлекательно, яйценоскость 120 яиц в год, скорлупа светло-коричневая, минимальная масса инкубационных яиц 35г.
Масса: Петух — 1 кг, курица — 0,9 кг.